# Campionat Sud-americà de futbol de 1920
La quarta edició del Campionat Sud-americà de futbol (castellà: Campeonato Sudamericano de fútbol) va tenir lloc a Valparaíso, Xile, des de l'11 de setembre fins al 3 d'octubre de 1920. En aquesta època, la jove confederació sud-americana de futbol, la CONMEBOL, estava formada per quatre membres: l'Argentina, el Brasil, l'Uruguai i Xile.

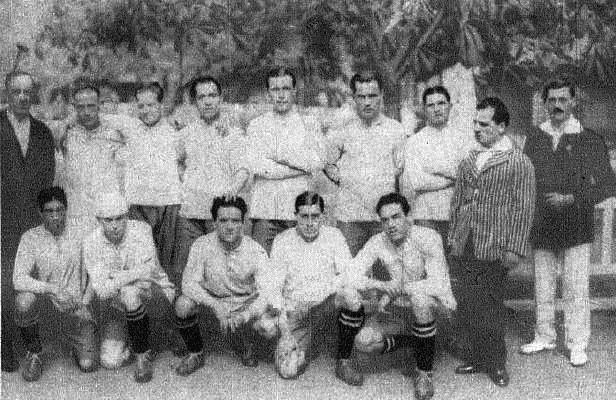
Selecció nacional de l'Uruguai de 1920.

Els quatre equips van participar en aquest torneig, el més antic del món a nivell de seleccions nacionals. La classificació final és exactament la mateixa que aquella de les edicions de 1916 i 1917: Uruguai, Argentina, Brasil i Xile. L'amfitriona Xile va quedar en quart lloc. L'Uruguai, mentrestant, aconsegueix el seu tercer títol sud-americà.

## Estadis
| Viña del Mar                    |
| ------------------------------- |
| Estadi Valparaíso Sporting Club |
| Capacitat: ?                    |
|                                 |

## Ronda final
Els quatre equips participants són reunits en un sol grup on tots competeixen entre ells. El primer a aconseguir la classificació guanya el torneig.
| Equip     | PJ | PG | PE | PP | GF | GC | DG | Pts |
| --------- | -- | -- | -- | -- | -- | -- | -- | --- |
| Uruguai   | 5  | 3  | 2  | 1  | 0  | 9  | 2  | 7   |
| Argentina | 4  | 3  | 1  | 2  | 0  | 4  | 2  | 2   |
| Brasil    | 2  | 3  | 1  | 0  | 2  | 1  | 8  | -7  |
| Xile      | 1  | 3  | 0  | 1  | 2  | 2  | 4  | -2  |

| Brasil       | 1 - 0 | Xile |
| ------------ | ----- | ---- |
| Alvariza 53' |       |      |

| Argentina      | 1 - 1 | Uruguai        |
| -------------- | ----- | -------------- |
| Echevarría 75' |       | 10' Piendibene |

| Uruguai                                                      | 6 - 0 | Brasil |
| ------------------------------------------------------------ | ----- | ------ |
| Romano 23' 60' · Urdinarán 26' · Pérez 29' 65' · Campolo 48' |       |        |

| Xile        | 1 - 1 | Argentina      |
| ----------- | ----- | -------------- |
| Bolados 30' |       | 13' Dellavalle |

| Argentina                      | 2 - 0 | Brasil |
| ------------------------------ | ----- | ------ |
| Echevarría 40' · Libonatti 73' |       |        |

| Uruguai                | 2 - 1 | Xile          |
| ---------------------- | ----- | ------------- |
| Romano 37' · Pérez 65' |       | 60' Domínguez |

## Resultat
| Campionat Sud-americà 1920 |
| -------------------------- |
| Uruguai                    |
| Uruguai Tercer títol       |

## Golejadors
3 gols
- José Pérez
- Ángel Romano

2 gols
- Raúl Echevarría

1 gol
- Miguel Dellavalle
- Julio Libonatti
- Ismael Alvariza
- Hernando Bolados
- Aurelio Domínguez
- Antonio Campolo
- José Piendibene
- Antonio Urdinarán